# Dering-Manuskript

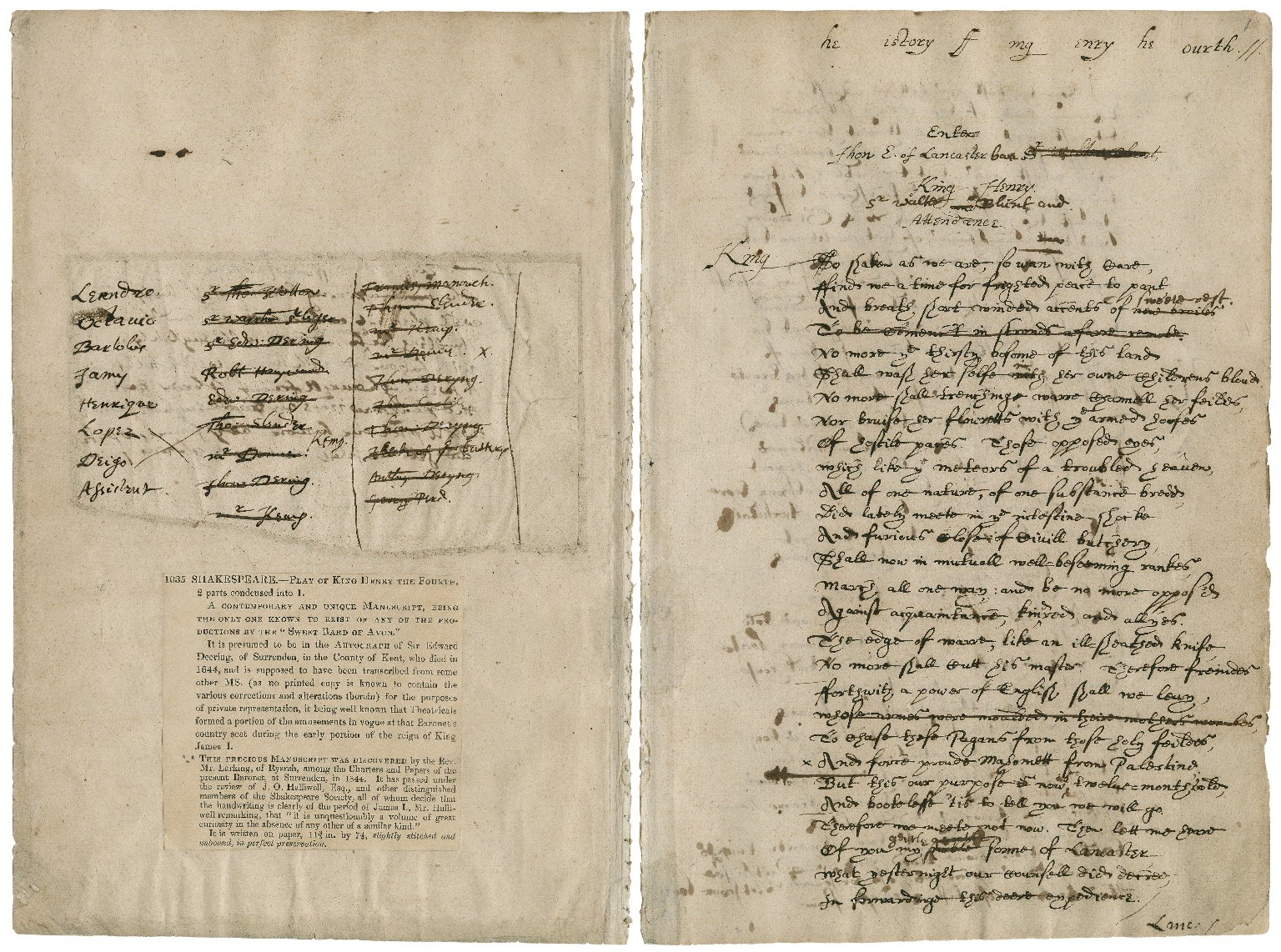
Das Dering-Manuskript

Das Dering-Manuskript ist der früheste erhaltene Manuskripttext eines Stückes von William Shakespeare. Das Manuskript fasst Teil 1 und Teil 2 von Heinrich IV in Form einer Bearbeitung zum Einzelstück zusammen. Der wissenschaftliche Konsens besagt, dass das Manuskript im frühen 17. Jahrhundert von Sir Edward Dering überarbeitet wurde, einem Mann, der für sein Interesse an Literatur und Theater bekannt war. Dering bereitete seine Überarbeitung für eine Amateuraufführung mit Freunden und Familie in Surrenden Manor in Pluckley, Kent, vor, wo das Manuskript 1844 auch entdeckt wurde. Dies ist das früheste bekannte Beispiel für eine Amateuraufführung von Shakespeare in England. Das Dering-Manuskript geht auf den Text aus dem fünften Quarto von Part 1 aus dem Jahr 1613 und dem Text aus dem ersten Quarto von Part 2 aus dem Jahr 1600 zurück und enthält viele textliche Unterschiede zu den veröffentlichten Quarto- und Folio-Ausgaben der Stücke. Dering strich alles in allem fast 3000 Zeilen des Shakespeare-Textes (einschließlich einer erheblichen Kürzung der Figur des Falstaff) und fügte etwa 50 Zeilen aus eigener Erfindung neben zahlreichen weiteren kleineren Einfügungen hinzu. Das Dering Manuskript ist derzeit Teil der Sammlung der Folger Shakespeare Library in Washington, DC (Folger MS V.b.34).

## Beschreibung

### Bibliographie
Das Dering Manuskript ist ein kleines Folio (11.75 in × 7.75 in) mit 55 erhaltenen Blättern, bestehend aus zwei großen quires mit sechs dazwischen liegenden Stempelblättern. Die sechs Stempel sind aus einem anderen Papier als die Hauptstempel. Sie sind breiter, unregelmäßiger geschnitten und am Rücken etwas kürzer als die Hauptstempel. Solche Unterschiede deuten darauf hin, dass diese sechs Blätter nach der Fertigstellung der beiden Hauptregister eingefügt wurden. Das erste und zweite Register entsprechen Teil 1 bzw. Teil 2 von Heinrich IV, und die sechs Stempelblätter dazwischen enthalten Übergangsszenen, die Dering nach der ursprünglichen ersten Bearbeitung des Manuskripts noch einmal überarbeitet hat.
In der Komposition des Dering-Manuskripts sind zwei unterschiedliche Handschriften zu erkennen, die bekannt als Hand I und Hand II bezeichnet werden. Hand I schrieb Seite eins des Manuskripts und fügte der ersten Szene einen achtzeiligen Zusatz auf einem Stück bereits anderweitig beschriebenen Papiers hinzu. Hand II vervollständigte den Rest des Textes. Das Manuskript zeigt auch zahlreiche Modifikationen und Korrekturen der Arbeit von Hand II durch Hand I. Stilistische Unterschiede zwischen den beiden zeigen, dass Hand I wohl eine unprofessionelle "Hand" war, während Hand II wohl eher einem professionell Schreibenden gehörte. Hand I wurde als die von Edward Dering identifiziert, der damit begann, eine redigierte Version zu erstellen, die auf den Quarto-Ausgaben basierte, die er besaß, bevor er die weitere Arbeit an einen professionellen Schreiber vergab. Hand II gehört also einem professionell Schreibenden, vermutlich einem Mann namens Samuel Carington, der in Derings Ausgabenregister "Booke of Expenses" Anfang 1623 für "writing oute the play of Henry the fourth" auftaucht. Nachdem er die Transkription an Carington vergeben hatte, ging Dering den Text noch einmal durch und überarbeitete ihn anschließend erneut.

### Text
Derings Ausgangstext für die Abschnitte des Manuskripts, die auf Part 1 basieren, war das fünfte Quarto von The History of Henry IV, gedruckt 1613. Gelehrte verweisen auf die Treue des Manuskripts zur Interpunktion des fünften Quartos und auf zwei Textfehler, die nur in diesem Druck vorkommen (Dering MS 3.3.80, Globe III.iii.100; Dering MS 4.2.76, Globe V.ii.76). Die Szenen aus Teil 2 stammen aus der zweiten Ausgabe des ersten Quartos, das 1600 gedruckt wurde. Diese Argumentation wird durch das Vorhandensein des Selbstgesprächs des Königs über den Schlaf (III.i) untermauert, das nur in der zweiten Ausgabe des ersten Quartos enthalten ist. Darüber hinaus rauchen zahlreiche kleine Fehler in beiden Texten konsistent auf.
Obwohl das Manuskript sowohl Heinrich IV Teil 1 als auch Heinrich IV Teil 2 umfasst, stammt der Großteil von Derings Version aus Teil I. Während in Teil 1 nur 347 von etwa 2968 Zeilen fehlen (ca. 11 %), hat Dering in Teil 2 2374 Zeilen von 3180 gekürzt (ca. 75 %). Zu den größeren Auslassungen in Teil 1 gehören die Szenen II.i und VI.vi sowie mehrere andere größere Kürzungen längerer Szenen. Für die Zwecke seiner Laienaufführung versuchte Dering, den Umfang seiner Besetzung zu verringern. Seine Kürzungen eliminieren mehrere Charaktere vollständig, darunter zwei Fuhrleute, Ostler, Gadshill, Chamberlain, den Erzbischof, Sir Michael, einen Musiker und Westmoreland. Von "Teil 2" bleiben nur vier Szenen übrig: Northumberland, der von Hotspurs Tod erfährt, der Tod des Königs, Hals Tadel an Falstaff und eine komische Szene zwischen Falstaff und Mistress Quickly. Peter Holland stellt fest, dass Derings Stücktext "seinen Schwerpunkt auf Teil I legt und sich Teil 2 nur bei Bedarf zuwendet, um Handlungsstränge zu beenden".
Trotz der Beliebtheit der Figur Falstaff beim zeitgenössischen Publikum unterzieht Dering seine Figur einer deutlichen Kürzung. Die Kürzungen lenken den Schwerpunkt von der Beziehung zwischen Falstaff und Prinz Hal und dessen Reifung auf die politischen Momente von Shakespeares Text. Wie Michael Dobson in einem Aufsatz zur Geschichte der Amateuraufführung schreibt, „müssen die Aufführungen, die Dering und seine Freunde in der Halle von Surrenden gaben, einer halböffentlichen Debatte über die rivalisierenden Ansprüche zwischen gekränkten Peers und einer zweifelhaft legitimierten Monarchie erinnert haben“.

## Geschichte und Provenienz
Das Dering MS wurde 1844 von Reverend Lambert B. Larkin entdeckt, als er die Geschichte von Kent in der Sammlung von Sir Edward Dering, dem 8. Baronet von Surrenden Hall, Kent, erforschte. Das Manuskript war fast zwei Jahrhunderte lang in Surrenden Hall in einer Bibliothek zwischen anderen Urkunden, Büchern und Manuskripten aufbewahrt worden, und zwar der des ersten Sir Edward Dering (1598–1644), einem Mann, der für seine Begeisterung für Literatur, Drama und das Sammeln von Büchern berühmt war (Dering rühmt sich des frühesten aufgezeichneten Kaufs eines First Folio, im Dezember 1623). Larkin alarmierte sofort die Shakespeare Society, die 1845 eine Transkription des Manuskripts mit einer Einführung von James Halliwell-Phillipps (zum Zeitpunkt der Veröffentlichung James Halliwell genannt). Halliwell-Phillipps erwarb das Manuskript kurz darauf und übertrug es in den 1860er Jahren in die Sammlung von George Greville, 4. Earl of Warwick. Nach dem Tod des Earls im Jahr 1893 erwarb Henry Clay Folger das Manuskript 1897. Das Manuskript befindet sich heute in der Folger Shakespeare Library (V.b.34) in Washington, DC.

## Datierung
In seiner Einleitung zur ursprünglichen Transkription des Manuskripts merkt Halliwell-Phillips an, dass das Manuskript vor 1644, dem Todesjahr Derings, entstanden sein muss, da ein Teil der Korrekturen im Manuskript von einer Hand geschrieben wurden, die nachweislich Derings eigene war (basierend auf Briefmustern). Neuere Forschungen haben das Datum der Überarbeitung zwischen 1622 und 1624 festgelegt. Ein Stück Papierschnipsel, das Dering der ersten Seite des Manuskripts beifügte, zeigt die Besetzungsliste einer weiteren Amateuraufführung von Dering im Surrenden Park von The Spanish Curate, einer zeitgenössischen Komödie von John Fletcher. Das Stück wurde im Stationers’ Register am 24. Oktober 1622 lizenziert. Dering bereitete daher die Neufassung nach dem Oktober 1622, aber vor dem Sommer 1624 vor, als einer der in der Besetzung aufgeführten Schauspieler, Francis Manouch, Kent verließ. Da Derings "Booke of expenses" das Datum der Bezahlung von Samuel Carington mit dem 27. Februar 1623 angibt, behauptet Laetitia Yeandle, dass Dering die ursprüngliche Redaktion kurz vor der Beauftragung der Transkription an Carington vorbereitete und dann eine weitere Reihe von Überarbeitungen an Caringtons Werk kurz nach dessen Erwerb vornahm.